# Christian Friedrich Schönbein

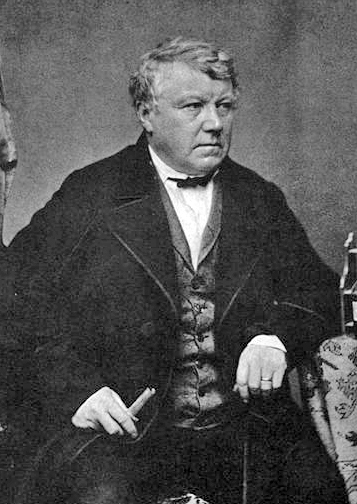
Christian Friedrich Schönbein, 1857

Christian Friedrich Schönbein (* 18. Oktober 1799 in Metzingen (Württemberg); † 29. August 1868 in Baden-Baden) war ein deutsch-schweizerischer Chemiker und Physiker. Er ist Entdecker des Ozons (1839), des Prinzips der Brennstoffzelle (1838) und stellte Schießbaumwolle (1846) sowie Kollodium her.

## Leben

### Frühe Jahre

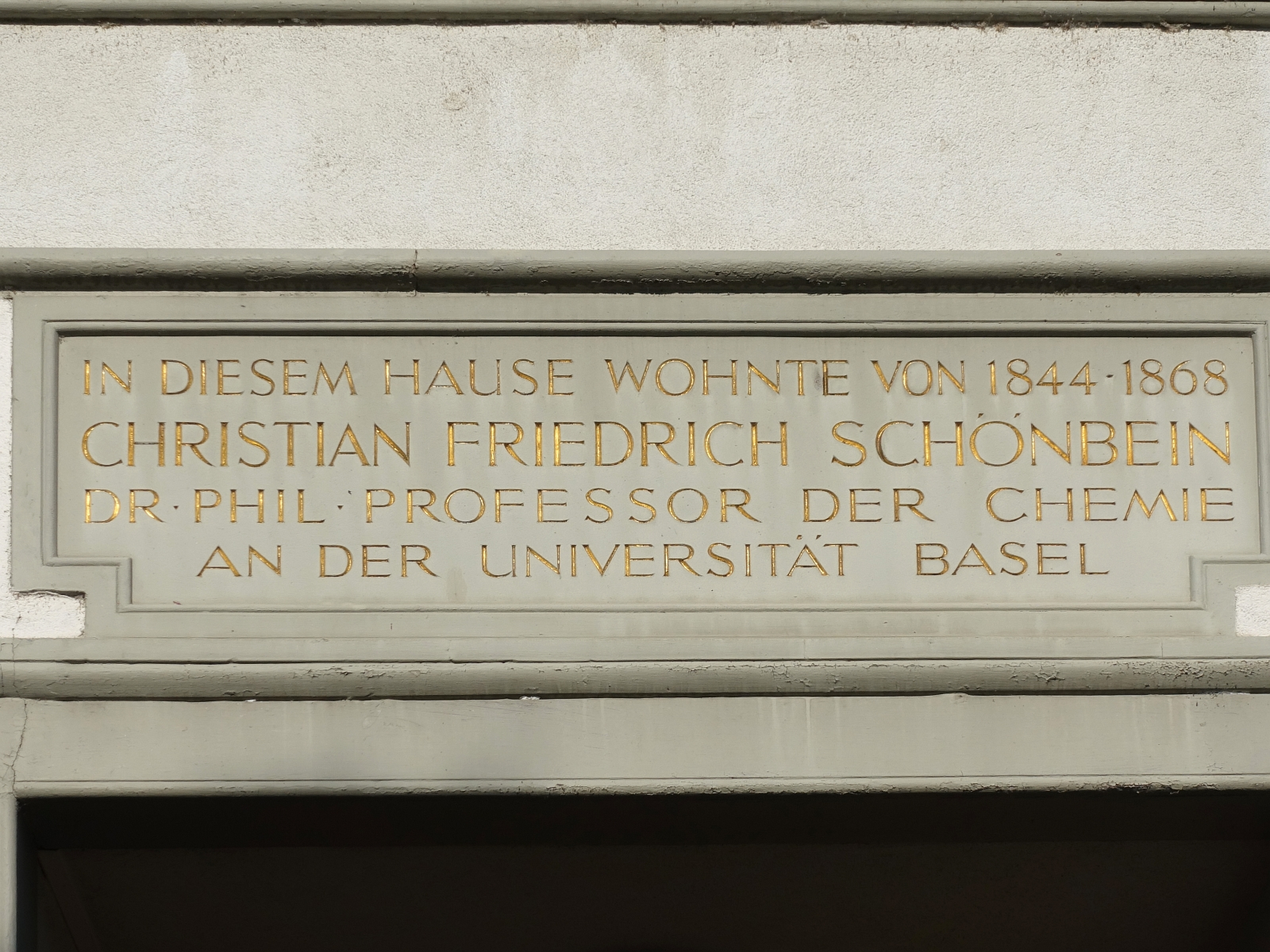
Wohnhaus von 1844 bis 1868, Oberer Rheinweg 93, Basel

Christian Friedrich Schönbein stammte aus einer pietistischen Familie, sein Vater war ein Färber, Post- und Buchhalter. 1812 wurde er nach Abschluss der Volksschule als Lehrling in einer pharmazeutischen Fabrik in Böblingen angenommen. Nach sieben Jahren Tätigkeit in der Fabrik ging er nach Stuttgart, um dort eine Prüfung – die einzige seines Lebens – bei Karl Friedrich Kielmeyer abzulegen. Danach wurde er Direktor des Chemischen Werkes in Hemhofen bei Erlangen, dessen Besitzer ihm zu einem Studium riet.
Er studierte daraufhin ab 1820 Chemie in Erlangen, wo er Justus Liebig und Friedrich Wilhelm Joseph Schelling, der später sein Studium finanzierte, kennenlernte. Während seines Studiums wurde er 1821 Mitglied der Alten Erlanger Burschenschaft und 1822 Mitglied der Burschenschaft Germania Tübingen; in dieser Zeit schloss er Freundschaft mit den ebenfalls burschenschaftlich geprägten Publizisten Gustav Kolb und Christian Friedrich Wurm. Schönbein nahm dann für zwei Jahre einen Lehrauftrag für Chemie, Physik und Mineralogie an einer Erziehungsanstalt von Friedrich Fröbel in Keilhau bei Rudolstadt an, bevor er als Lehrer nach Epsom bei London ging. Anschließend setzte er sein Studium an der Sorbonne in Paris fort, wo er unter anderem bei Joseph Louis Gay-Lussac, Louis Jacques Thénard und André-Marie Ampère ausgebildet wurde. Im Anschluss ging er als Lehrer nach Stanmore, bevor er schließlich im Alter von 29 Jahren Professor ohne Titel an der Universität Basel wurde.

### Basler Zeit
Schönbein lebte von 1844 bis 1868 am Oberer Rheinweg 93 in Basel. Er vertrat den erkrankten Dozenten Peter Merian für zwei Jahre so gut, dass er 1829 zum Ehrendoktor und 1835 zum ordentlichen Professor für Chemie ernannt wurde.

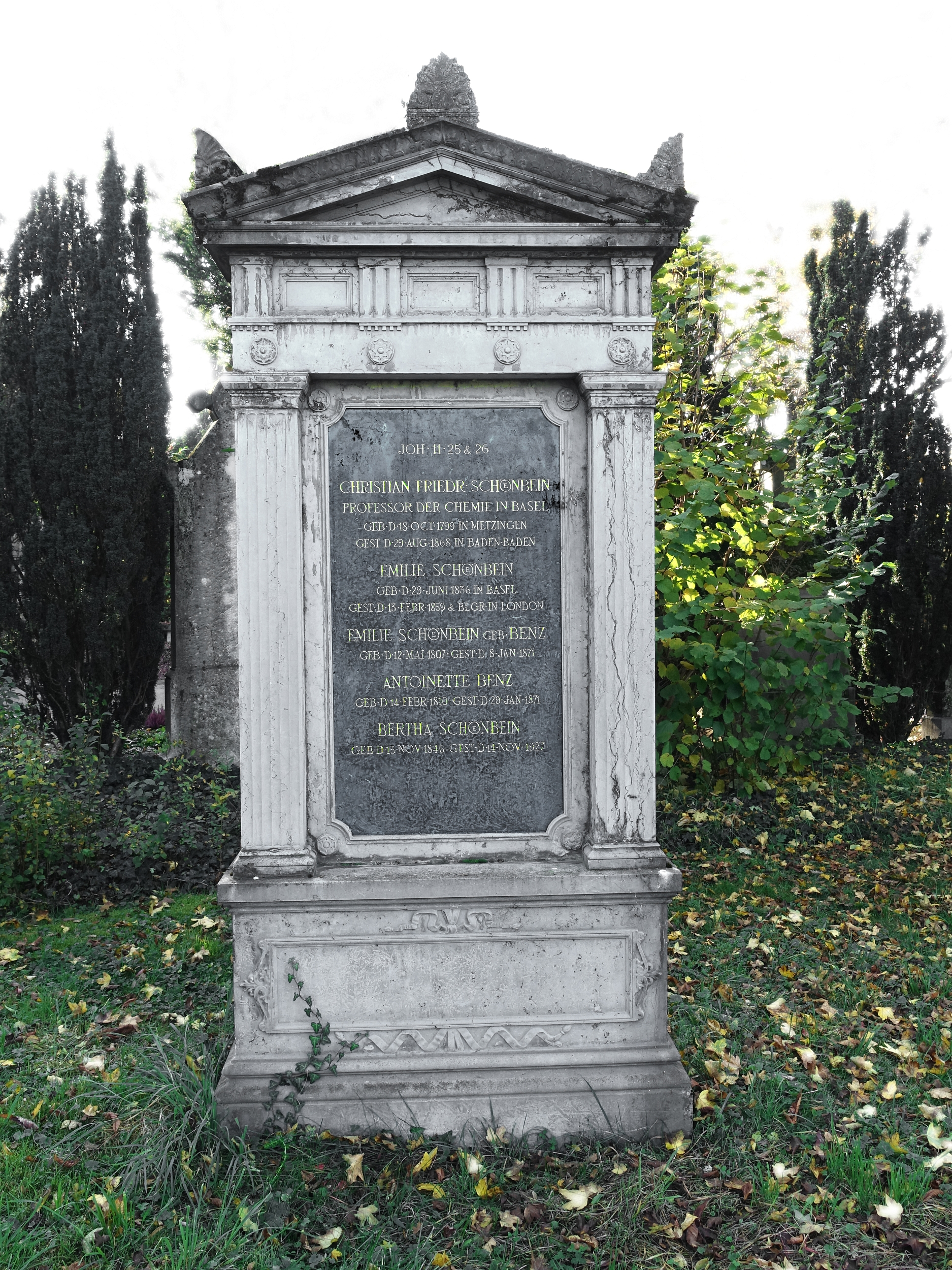
Grab auf dem Wolfgottesacker in Basel

In der Zeit der Basler Kantonstrennung stellte er sich auf die Seite der Stadt, um den Weiterbestand der Universität sichern zu können. Dafür meldete er sich freiwillig beim akademischen Freikorps, mit dem er drei Wochen im Einsatz war. Dieses Eintreten für die Stadt brachte ihm viel Sympathie ein. Im Jahr 1835 erhielt er dann auch das Bürgerrecht der Stadt Basel. Im selben Jahr heiratete er Emilie Benz aus Stuttgart; aus der Ehe gingen vier Kinder hervor.
Als langjähriges Mitglied der städtischen Beleuchtungscommission sowie als Mitbegründer und Vorsteher des Museumsvereins zur Beschaffung von wissenschaftlichen und Kunstsammlungen machte er sich um das Wohl der Stadt Basel verdient, welche ihm 1840 das Ehrenbürgerrecht verlieh. Er setzte sich auch für die Verbesserung der hygienischen Verhältnisse in Basel durch Schaffung einer Kanalisation ein. Er gründete unter anderem die Basler Liedertafel und die Basler Hebelstiftung, deren Präsident er von 1860 bis 1868 war.
1848 wurde er für die Konservativen in das Kantonsparlament, den Grossen Rat, gewählt, dem er bis zu seinem Tod angehörte. Dort sorgte er für Aufsehen, als er sich für eine Trennung von Staat und Kirche einsetzte, was aber abgelehnt wurde. Ab 1851 gehörte er auch dem Stadtrat von Basel an.
1868 machte er wegen Gicht eine Kur in Bad Wildbad. Während eines Aufenthalts in Baden-Baden verstarb er an einem Karbunkel. Seine Beisetzung fand nach Rückführung seiner Leiche in Basel unter großer Teilnahme der Universität und ihrer Studenten auf dem St.-Theodor-Gottesacker statt. Heute befindet sich seine Grabstätte auf dem Basler Wolfgottesacker.

## Wissenschaftliche Arbeit

### Das Prinzip der Brennstoffzelle (1838)
Er befasste sich in Basel zunächst mit Isomerie und der chemischen Passivität (1835). Das kurze Eintauchen von Eisen in Salpetersäure machte das Eisen passiv. Schönbein erstellte 1838 eine einfache Brennstoffzelle, indem er zwei Platindrähte in Salzsäure mit Wasserstoff bzw. Sauerstoff umspülte und zwischen den Drähten eine elektrische Spannung bemerkte. Ein Jahr später veröffentlichte er diese Ergebnisse.

### Die Entdeckung des Ozons (1839)
Etwas später entwickelte Schönbein weitere Ideen zur Ursache des elektrochemischen Stromes und der Affinität zur Bildung von Stoffen. Auch die Katalyse von Reaktionen interessierte ihn. Aufgrund des merkwürdigen Geruches bei der elektrolytischen Abscheidung von Sauerstoff schloss Schönbein im Jahr 1839 auf eine neue stoffliche Substanz, das Ozon. Den Namen für den neuen Stoff schlug sein philologischer Kollege Wilhelm Vischer-Bilfinger vor. Schönbein entwickelte in späterer Zeit auch die Nachweismethoden für Ozon (Kaliumjodid in Stärke wird blau, Indigo wird entfärbt usw.).

### Die Entdeckung der Schießbaumwolle (1846)
Bei Untersuchungen zu Fragen über die Molekülart des Ozons glaubte Schönbein an einen Zusammenhang mit Salpetersäure (auch bei dieser Säure entsteht ein eigenartiger Geruch). Er untersuchte nun mehrere Substanzen, dazu gehörten Schwefel, Zucker, Papier und Baumwolle, unter dem Einfluss von Salpetersäure.
Durch Umsetzung von Salpetersäure mit Baumwolle entstand ein interessanter Stoff, die Schießbaumwolle (1846). Entdeckt hatte er diese schon 1832 bei einem Unfall (er wischte mit einer Baumwollschürze Salpeter- und Schwefelsäure auf und hängte sie zum Trocknen vor einen Kamin, wobei eine Stichflamme entstand). Diesen Stoff untersuchte Schönbein als Explosivstoff zum Ersatz des Schießpulvers. Eine fabrikatorische Herstellung im großen Maßstab strebte er mit Partnern zwar an, durch Spontanexplosionen schien sie aber zu dieser Zeit noch völlig unmöglich.

### Weitere Forschungsgebiete
Schönbeins Forschungsgebiete waren weitreichend: So prägte er 1838 den Begriff der Geochemie, entwickelte 1863 aus Wasserstoffperoxid den ersten Test zum Nachweis von Blut und befasste sich mit biologischen Fragestellungen, zum Beispiel den roten Blutkörperchen, dem Harn und den Pilzen. Insbesondere interessierte ihn die Haltbarmachung von Nahrungsmitteln (Fleisch, Gemüse) gegen das biologische Verderben.
Schönbein beschäftigte sich auch mit den stickstoffhaltigen Verbrennungsprodukten der Luft und nahm an, dass der reaktionsträge Luftstickstoff durch solche Oxidationsprozesse in ammoniakhaltige Produkte in der Pflanze überführt wird. Schönbein untersuchte nun die Wirkung von Nitrat und Nitriten auf Pflanzen.

## Mitgliedschaften
- 1833: Ordentliches Mitglied der Schweizerischen Naturforschenden Gesellschaft
- 1846: Auswärtiges Mitglied der Chemical Society of London
- 1846: Ehrenmitglied der Royal Scottish Society of Arts in Edinburgh
- 1847: Korrespondierendes Mitglied des Physikalischen Vereins in Frankfurt am Main
- 1853: Ehrenmitglied der Gesellschaft Naturforschender Freunde zu Berlin
- 1854: Korrespondierendes Mitglied der Bayerischen Akademie der Wissenschaften
- 1855: Ehrenmitglied der Pollichia
- 1855: Korrespondierendes Mitglied der kaiserlich-königlichen Geologischen Reichsanstalt in Wien
- 1856: Korrespondierendes Mitglied der Preußischen Akademie der Wissenschaften
- 1858: Mitglied der Deutschen Akademie der Naturforscher Leopoldina
- 1858: Korrespondierendes Mitglied der Wetterauischen Gesellschaft in Haunau
- 1859: Wahl zum auswärtigen Mitglied der Bayerischen Akademie der Wissenschaften
- 1860: Ehrenmitglied der Schlesischen Gesellschaft für vaterländische Kultur
- 1861: Korrespondierendes Mitglied der Akademie der Wissenschaften zu Göttingen
- 1863: Korrespondierendes Mitglied der Académie des sciences in Paris
- 1864: Ehrenmitglied und Meister des deutschen Hochstifts in Frankfurt am Main
- 1864: Ehrenmitglied der Royal Society of Edinburgh

## Ehrungen

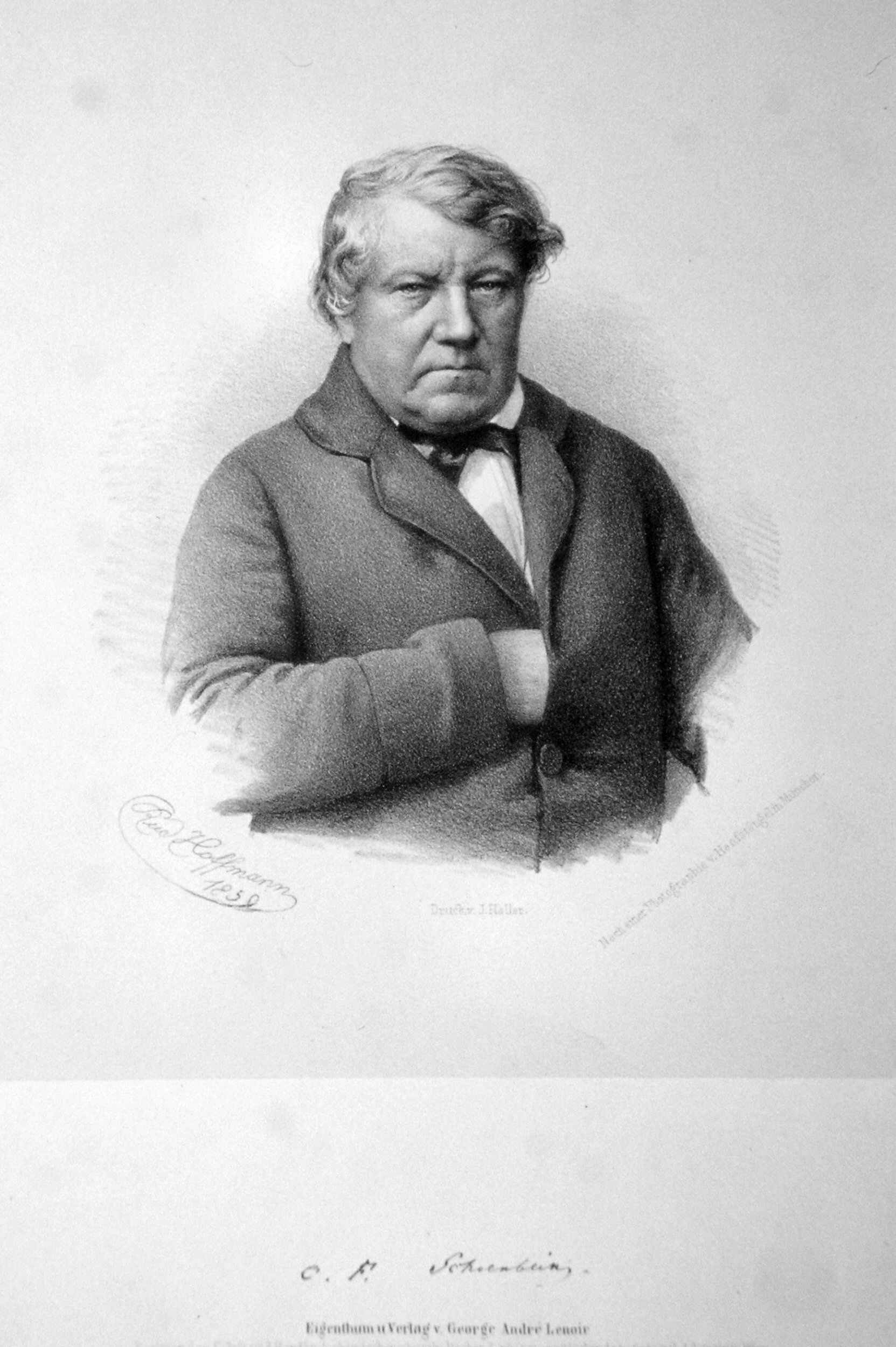
Lithografie von Rudolf Hoffmann 1858

- 1829: Ehrendoktorwürde (Dr. h.c.) der Universität Basel
- 1840: Ehrenbürger der Stadt Basel
- 1846: Wasaorden
- 1857: Ehrendoktorwürde (Dr. med.) der Universität Freiburg
- 1858: Orden des Ritterkreuzes vom Zähringer Löwen
- 1863: Ehrendoktorwürde der Universität Tübingen
- 1876/79 Denkmalbüste, geschaffen von Ferdinand Schlöth, für die Aula des Museums an der Augustinergasse in Basel[8]
- In Basel ist die Schönbeinstrasse nach ihm benannt.[9] Zudem befindet sich eine Gedenktafel an seinem ehemaligen Wohnhaus am Oberen Rheinweg in Kleinbasel
- In Bremen Horn-Lehe, Ortsteil Lehesterdeich, ist die Schönbeinstraße nach ihm benannt
- In Leverkusen war 1926 die Christian-Friedrich-Schönbein-Straße nach ihm benannt[10]
- In Metzingen sind die Schönbeinstrasse und die Schönbein-Realschule nach ihm benannt
- In Ludwigsburg und Heilbronn ist eine Schönbeinstrasse nach ihm benannt
- Auf dem European Fuel Cell Forum (Internationale Konferenz für Brennstoffzellen) wird jährlich die Christian-Friedrich-Schönbein-Medaille verliehen[11]
- 1999: Sondermarke der Schweizer Post zum 200. Geburtstag[12]
- 2001: Benennung des Asteroiden (19992) Schönbein nach ihm

## Werke
- Das Verhaltens des Eisens zum Sauerstoff. 1837.
- Beobachtungen über die electrischen Wirkungen des Zitter-Aales. Basel 1841.
- Mittheilungen aus dem Reisetagebuch eines Naturforschers: England. 1842.
- Über die Häufigkeit der Berührungswirkungen auf dem Gebiet der Chemie. 1843.
- Über die Erzeugung des Ozons auf chemischem Wege. Basel 1844.
- Beiträge zur physikalischen Chemie. 1844.
- Denkschrift über das Ozon. 1849.
- Die Universität von Basel, was sie fordert und was sie leistet … (zusammen mit Johannes Schnell) 1851.
- Über die Bedeutungen und den Endzweck der Naturforschung. 1853.
- Menschen und Dinge. Mittheilungen aus dem Reisetagebuche eines deutschen Naturforschers. Stuttgart 1855.
- Menschen und Dinge in Rußland. Anschauungen und Studien. 1856.
- Über den Zusammenhang der katalytischen Erscheinungen mit der Allotropie. Basel 1856.
- Mittheilungen über metallische Superoxyde. München 1857.
- Beiträge zur nähern Kenntniss des Sauerstoffes. München 1858.
- Ausgewählte Literaturnachweise aus dem Bestand der Akademiebibliothek der Berlin-Brandenburgischen Akademie der Wissenschaften. Berlin 2002. (PDF-Datei; 84 kB).